# 杞题公
杞题公是杞国的第3任君主。根据《史记》记载，杞题公是杞西楼公之子，继承其爵位。但其生卒年月不详，姓名不详，传于其子杞谋娶公。